# حبيل علياء (طور الباحة)

تعديل مصدري - تعديل

حبيل علياء هي إحدى قرى عزلة طور الباحة بمديرية طور الباحة التابعة لمحافظة لحج، بلغ تعداد سكانها 126 نسمة حسب تعداد اليمن لعام 2004.